# اللحف (بلاد الروس)

تعديل مصدري - تعديل

اللحف هي إحدى قرى مديرية بلاد الروس التابعة لمحافظة صنعاء اليمنية، بلغ تعداد سكانها 545 نسمة حسب أحصائيات عام 2004.